# BESIP

Logo Besipu (od roku 2012)

BESIP (akronym pro bezpečnost silničního provozu, též BeSiP) je oddělení Ministerstva dopravy ČR koordinující činnosti v oblasti bezpečnosti na pozemních komunikacích a působení na lidského činitele. Svou činnost zaměřuje na celostátní kampaně, dopravní výchovu a rozšiřování informací o osvědčených postupech.

## Historie organizačního útvaru BESIP
Poprvé se tato zkratka objevila v názvu sekretariátu Rady vlády pro bezpečnost silničního provozu, který vznikl z Vládního výboru pro bezpečnost silničního provozu, ustaveného roku 1967. V 70. letech nesly zkratku a ustálené logo BESIP mnohé osvětové aktivity v oblasti dopravní výchovy. Ministerstvo dopravy v informaci i historii útvaru BESIP neuvádí, jak se jeho organizační struktura a začlenění měnily při federalizaci Československa v roce 1969 ani při zániku Československa v roce 1992. 
V roce 1999 byl dosavadní sekretariát BESIP přeměněn v oddělení Ministerstva vnitra ČR. V roce 2000 byla v souvislosti se zákonem č. 361/2000 Sb. tato agenda převedena pod Ministerstvo dopravy a spojů ČR, v roce 2003 přejmenovaného na Ministerstvo dopravy České republiky.

## Činnost Oddělení BESIP
Útvar BESIP se zabývá metodikou dopravní výchovy dětí ve školách, ale i preventivními dopravně-bezpečnostními kampaněmi zaměřenými na všechny kategorie účastníků provozu na pozemních komunikacích. Zúčastňuje se celé řady projektů (Domluvme se!, televizní spoty ČT2 – STOP rady řidičům, The Action 2006, Besip Team „přímo na ulici“, bezpečnost na železničních přejezdech, Nová pravidla) a podílí se na správě několika webových prezentací (Nadace Besip, Besip info servis).
V roce 2004 byla vládou ČR schválena Národní strategie bezpečnosti silničního provozu. Celá EU, stejně tak i tato Strategie, si klade za cíl do roku 2010 snížit počet úmrtí na českých silnicích na 50 % úrovně roku 2002.
Dopravní výchova je od roku 2013 součástí Rámcového programu základního vzdělávání.

## Nadace BESIP
Nadační rejstřík eviduje Nadaci BESIP, zapsanou 17. ledna 2005 s tehdejším ministrem dopravy Milanem Šimonovským ve funkci předsedy správní rady. Toho 28. února 2011 vystřídal Petr Šlechta a 17. prosince 2011 někdejší automobilový závodník Karel Loprais, který v této funkci figuroval do 10. září 2013. Podle informací nadace byl do 31. října téhož roku předsedou Jan Vandas, přičemž ministerstvo dopravy nenominovalo žádného jeho nástupce. Dne 29. ledna 2015 rozhodl Městský soud v Praze na žádost správní rady a se souhlasem ministerstva o zrušení nadace.